# برنارد جادج
برنارد جادج (بالإنجليزية: Bernard Judge)‏ هو مهندس معماري أمريكي، ولد في 9 يونيو 1931.